# 1392
Évszázadok: 13. század – 14. század – 15. század
Évtizedek: 1340-es évek – 1350-es évek – 1360-as évek – 1370-es évek – 1380-as évek – 1390-es évek – 1400-as évek – 1410-es évek – 1420-as évek – 1430-as évek – 1440-es évek
Évek: 1387 – 1388 – 1389 – 1390 –  1391 – 1392 – 1393 – 1394 – 1395 – 1396 – 1397

## Események

### Határozott dátumú események
- január 30.
  - A szentgotthárdi apátság ellenáll a Széchyek kegyúri beiktatásának.
  - Maternus – mint választott püspök – kerül a veszprémi egyházmegye élére.[1]
- június 4. – Valois Lajos Orléans hercege lesz, ő kormányoz az őrült VI. Károly helyett.
- június 29. – Pensauriói Lénárt kerül a zenggi püspöki székbe.[2]
- július 6. – I. Mircea havasalföldi fejedelem és Jagelló Ulászló lengyel király Lublinban megerősítik korábban megkötött – Zsigmond magyar király elleni – szövetségüket.[3]

### Határozatlan dátumú események
- az év folyamán – Megnyílik az erfurti egyetem.[4]

## Születések
- december 18. – VIII. Ióannész bizánci császár († 1448)
- az év folyamán – Cillei Borbála magyar királyné († 1451)

## Halálozások
- március 10.? – András fia János szerémi püspök
- április 2. – Pensauriói János bíboros, zenggi püspök